# Hieracium anchusoides

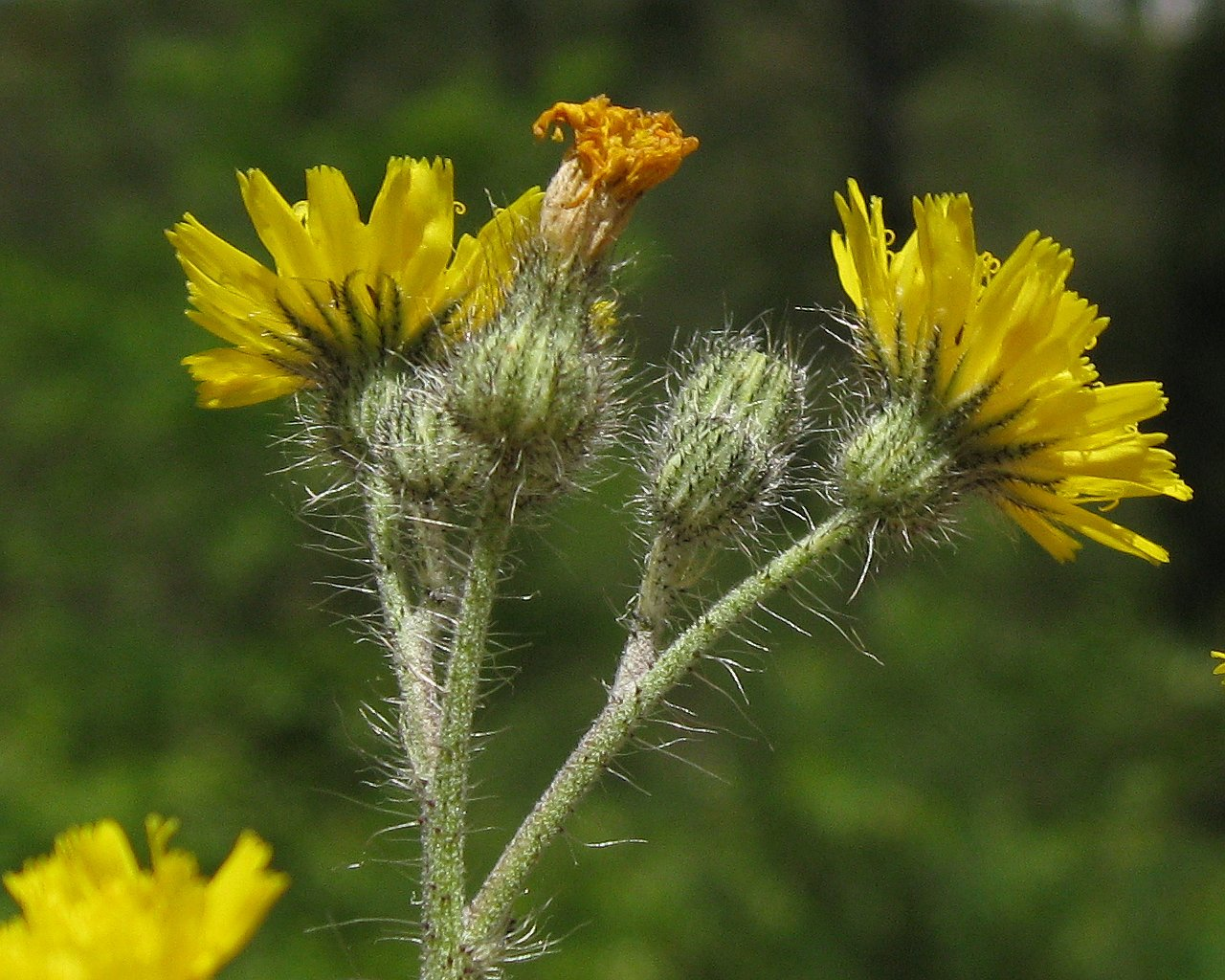
Capítols de hieracium anchusoides

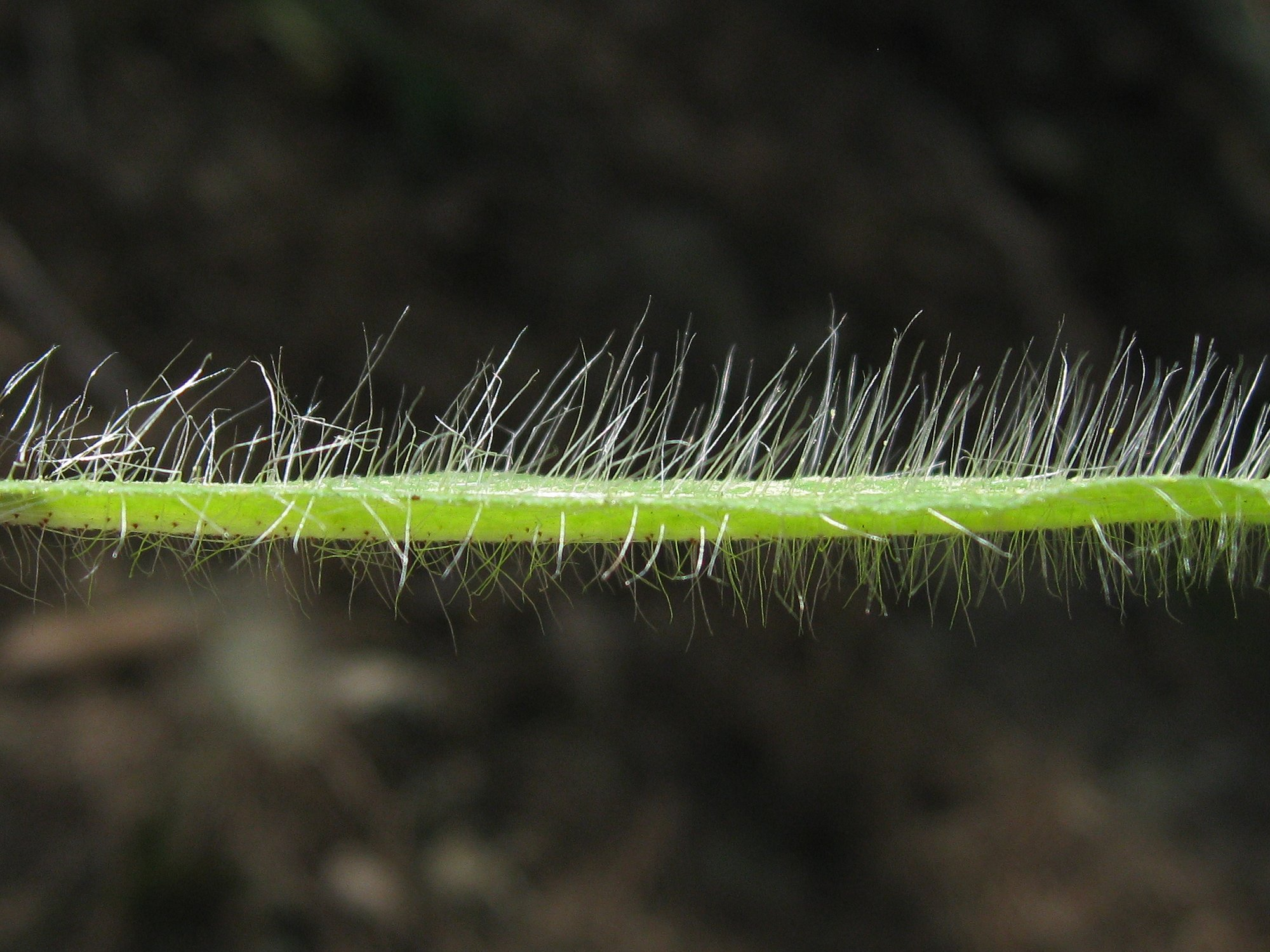
Fulla de hieracium anchusoides, vista lateral

Hieracium anchusoides és una planta herbàcia perenne de la familia de les asteràcies (compostes), subfamília cicoriòidies. Floreix cap al mes de juny i ho pot fer fins al setembre en llocs amb un estiu prou humit.

## Morfologia
La planta consisteix en un conjunt de fulles basals, del centre del qual surt una tija normalment amb poques fulles que tenen la mateixa forma que les basals i de mida decreixent progressivament cap a la part superior. Com altres plantes del seu gènere, pot formar estolons, en aquest cas subterranis.
Les fulles són de forma oblanceolada, de fins a 20 cm de llargada i uns 2 cm. a l'amplada màxima, atenuades a la base, segueixen verdes i actives després de la floració, i acaben resultant peciolades. A l'anvers són verdes, cobertes de llargs pèls (uns 5 mm.) més aviat rígids, al revers són d'un to verd esblanqueït, amb pèls estel·lats blancs espaiats i pèls simples poc més curts que els de l'anvers.
La tija, d'una alçada variable -entre 20 i 100 cm. generalment- sòl estar plena també de pèls semblants als de l'anvers de les fulles a més de pèls estel·lats més o menys abundants, i alguns glandulosos a la part superior.
Pot generar des d'uns pocs capítols fins a més de 30 per tija, de mida bastant petita -normalment 5-6 mm.-, envoltats per bràctees linear-lanceolades, on predominen els pèls simples patents, també amb alguns pèls estel·lats i glandulosos en abundància variable.

## Hàbitat
Clarianes de bosc, o boscos de pins prou lluminosos i no gaire eixuts, o escletxes de roques, preferentment sobre substrat silici, rarament fora de la franja d'altitud entre 300 i 1900 m.

## Distribució
Es troba al sud-oest d'Europa, i al nord-est de la península Ibèrica.